# Шульц-Эвлер, Андрей Васильевич
Адольф Анджей Шульц-Эвлер (пол. Adolf Andrzej Schulz-Evler, в русских источниках Андрей Васильевич Шульц-Эвлер, настоящее имя Хенрик Шульц-Эвлер; 12 декабря 1852, Радом — 15 мая 1905, Варшава) — польский пианист, композитор и музыкальный педагог.

## Биография
Сын органиста; взял в качестве второй фамилии фамилию матери. После уроков своего отца окончил Варшавский музыкальный институт по классам Рудольфа Штробля (фортепиано) и Станислава Монюшко (теория музыки), учился также у Александра Михаловского. Затем совершенствовался как пианист в Берлине у Карла Таузига.
В 1882—1889 гг. преподавал в музыкальном училище Московской филармонии, в 1889—1904 гг. в музыкальном училище Харьковского отделения ИРМО.

## Наследие
Автор около полусотни сочинений, главным образом фортепианных. Наибольшую известность приобрела виртуозная транскрипция вальса Иоганна Штрауса-сына «На прекрасном голубом Дунае», записанная такими пианистами, как Иосиф Левин, Эрл Уайлд, Хорхе Болет, Марк Андре Амлен; Ростислав Геника отмечал, что эта транскрипция, как и некоторые другие пьесы Шульца-Эвлера, «богата причудливыми, благозвучными пассажными арабесками, из которых самые ненасытные искатели разных фортепианных „неудобств“ найдут над чем покоптеть».